# Jésus Rocha
Jésus Rocha (* 15. Oktober 1939 in Diamantina, Minas Gerais; † 13. Juli 2006 in Oliveira) war ein brasilianischer Geistlicher und römisch-katholischer Bischof von Oliveira.

## Leben
Jésus Rocha studierte Philosophie am Priesterseminar in Diamantina und Katholische Theologie am Priesterseminar São José in Mariana. Zudem studierte Rocha Kirchenrecht am Istituto João Paulo II in Rio de Janeiro. Er empfing am 1. Januar 1966 das Sakrament der Priesterweihe. Anschließend war Jésus Rocha als Pfarrvikar und Richter am Offizialat des Erzbistums Brasília tätig. Zudem war er Regens des Priesterseminars in Brasília.
Am 1. Dezember 1993 ernannte ihn Papst Johannes Paul II. zum Titularbischof von Mutia und zum Weihbischof in Brasília. Der Erzbischof von Brasília, José Kardinal Freire Falcão, spendete ihm am 26. Februar 1994 die Bischofsweihe; Mitkonsekratoren waren der emeritierte Erzbischof von Brasília, José Newton de Almeida Baptista, und der Militärerzbischof von Brasilien, Geraldo do Espírito Santo Ávila.
Papst Johannes Paul II. ernannte ihn am 20. Oktober 2004 zum Bischof von Oliveira.